# L'amour ne meurt jamais

Logo du film L'amour ne meurt jamais (Ich suche Dich), 1955

 L'amour ne meurt jamais (titre original : Ich suche Dich) est un film allemand réalisé en 1955 par O.W. Fischer, adapté d’une pièce (intitulée Jupiter Laughs en anglais) de A. J. Cronin.

## Résumé
Un nouveau médecin arrive au sanatorium du château Gute Hoffnung, le jeune et religieux Dr. Françoise Maurer. Tout en étant chaleureusement accueilli par les médecins et l'infirmière en chef, le Dr. Paul Venner n'y accorde guère un regard et préfère se rendre dans son laboratoire à l'extérieur du bâtiment. Depuis quelque temps, il fait des recherches sur la substance active bétrazol, censée régénérer les cellules cérébrales mortes. Avec l'accord du médecin-chef, il teste son remède sur le patient Forster, un alcoolique sec qui a le cœur faible et qui, pour le plus grand plaisir de sa femme, fait d'importants progrès mentaux. Outre le lapin qu'il garde au laboratoire, le cynique Paul n'a qu'une seule confidente : le vieux Dr. Drews, qu'il appelle papa et qui est le seul à toujours prendre son parti. Bien que le médecin-chef soutienne son travail, il ne s'entend pas avec lui en tant qu'être humain - sa femme Gaby a également une relation secrète avec Paul. L'infirmière en chef Fanny, en revanche, déteste Paul parce qu'il a fait de « son » pavillon son laboratoire. Françoise prend le parti de Paul, même s'il ridiculise ses croyances religieuses. Il se rend vite compte de son cynisme sans fondement envers elle et s'excuse pour son comportement.
Tous deux deviennent un couple et passent beaucoup de temps ensemble, pendant lesquels Paul continue de travailler sur le Betrazol. Juste à temps pour Noël, Paul a fait des recherches approfondies sur l'ingrédient actif et a terminé son travail écrit sur la substance. Il ne veut pas encore envoyer le texte parce que la poste ne fonctionne pas pendant la période de Noël, alors il le stocke dans le pavillon. Son patient Forster continue de progresser, même s'il ne respecte pas l'interdiction d'alcool imposée par Paul. Seule la joie de Françoise est assombrie, car elle soupçonne que Paul, désormais couronné de succès, ne l'accompagnerait jamais en Indochine. Pendant ce temps, Paul a mis fin à sa liaison avec Gaby avec des mots clairs.
Le cadeau de Noël organisé par le médecin-chef Brugg commence - Françoise donne à Paul le Nouveau Testament - quand soudain une infirmière annonce la mort de Forster. Paul trouve une bouteille de bière vide près de son lit et soupçonne que la mort est due à l'insuffisance cardiaque de Forster. Cependant, puisque Paul lui a donné du Betrazol ce matin-là, le médecin-chef Brugg soupçonne que le médicament a quelque chose à voir avec la mort du patient. Il s'oppose ouvertement à Paul, affirmant qu'il expérimentait secrètement le Betrazol et donc responsable de la mort de Forster, et nomme une commission d'enquête. Puisqu'il a aussi fait l' autopsie de Paulinterdisant le cadavre, Paul le prend avec le Dr. Drews - il veut utiliser des tranches de cerveau pour prouver que Betrazol fonctionne. Paul refuse l'offre de Françoise de venir avec elle en Indochine : "Tu as été élevée par la Bible, Françoise, et la vie m'a élevé", rétorque-t-il et elle fond en larmes.
Françoise prépare sa lettre de libération, car elle partira en Indochine dans quatre semaines. Quand Paul rit, elle l'accuse de ne pas avoir réellement besoin d'elle. Il lui avoue son amour et elle demande du temps pour y réfléchir jusqu'au soir. Pendant ce temps, les enquêtes laissent Paul initialement coupable. Dans l'après-midi, Gaby propose de témoigner que son mari Brugg était au courant de la dose de Betrazol. Elle espère pouvoir continuer sa relation avec Paul en trahissant Brugg, mais il la frappe au visage. Exaspéré, Gaby se rend au pavillon et jette le traité de Paul sur Betrazol dans les produits chimiques. Elle allume alors une cigarette, mais la jette quand elle voit arriver Françoise. Les braises enflamment la mare de produits chimiques et le traité à l'intérieur. Françoise sort le livre des flammes.
Paul avait toujours tenu Françoise mourante dans ses bras et réalisé dans ces minutes que sa vie était la bonne et la sienne la mauvaise. Entre-temps, il a soumis son essai sur le Betrazol et ses découvertes sont célébrées dans le monde professionnel. La mort de Forster était également due à son insuffisance cardiaque et non au bétrazol. Néanmoins, Paul emballe ses affaires, dont le Nouveau Testament qu'il a reçu de Françoise, et se rend en Indochine chez son amie décédée, où il espère retrouver son esprit. Il ne peut toujours pas croire en Dieu, mais souhaite pouvoir le faire.

## Fiche technique
- Titre : L'amour ne meurt jamais
- Titre original : Ich suche Dich
- Réalisation : O.W. Fischer
- Scénario : O.W. Fischer, Claus Hardt, Gerhard Menzel, et Martin Morlock, d'après la pièce d'A.J. Cronin
- Photographie : Richard Angst
- Montage : Margot von Schlieffen
- Musique : Hans-Martin Majewski
- Direction artistique : Hans Berthel et Robert Stratil
- Producteur : Conrad von Molo
- Société de production : Aura Producciones
- Pays d'origine : Allemand de l'Ouest
- Format : Noir et blanc - 35 mm - Mono
- Genre : Film dramatique
- Durée : 95 minutes
- Date de sortie : 1956

## Distribution
- O.W. Fischer : le docteur Paul Venner
- Anouk Aimée : Francoise Maurer
- Nadja Tiller : Gaby Brugg
- Otto Brüggemann : le docteur Brugg
- Paul Bildt : le docteur Drews
- Peter-Timm Schaufuß :  Durchgutt
- Hilde Wagener : Oberschwester Fanny
- Robert Meyn : Appel
- Ursula Herion : Jenny
- Anton Tiller : Baron Greiler
- Eva Klein-Donath : Frau Konsulin
- Hermann Erhardt : Patient Forster
- Franziska Liebing : Frau Forster
- Harriet Geßner : Krankenschwester Anna

## Récompenses et distinctions
- 1957 : Festival de San Sebastián - Coquille d'Argent et OCIC Award